# The Clovers
The Clovers, amerikansk doo-wop-sånggrupp från Washington D.C. med framgångar på 1950-talet.
Efter att ha spelat in på ett mindre bolag utan framgång kom The Clovers 1951 till Atlantic Records. Deras första singel, "Don't You Know I Love You" blev en stor framgång och följdes snart av flera, bland andra "Good Lovin' " och "Devil or Angel". 
Gruppen lämnade Atlantic Records 1957, sedan framgångarna börjat utebli, och gick till United Artists där de 1959 fick en sista stor hit med "Love Potion No. 9". Därefter splittrades gruppen.
Upplösningen av gruppen resulterade i skapandet av två nya grupper. John "Buddy" Bailey fortsatte att spela in för Winley Records. 1961 släpptes "They're Rockin Down the Street" / "Be My Baby" som krediterades "The Fabulous Clovers featuring Bailey". Harold Lucas och Billy Mitchell bildade en ny kvartett tillsammans med James "Toy" Walton och Robert Russell, som spelade in fyra spår för Atlantic Records i oktober 1961, vilket resulterade i singeln "Drive It Home" / "The Bootie Green" som krediterades "The Clovers".
Mitchell lämnade "The Clovers" 1962 och ersattes av Roosevelt "Tippie" Hubbard. Med Hubbard som ledsångare släppte Lucas-gruppen inspelningar under namnen "Tippie and Clovermen" och "Tippie and the Clovers" för Tiger Records, ett dotterbolag till Rust Records. I december 1962 släpptes "Bossa Nova Baby" (skriven av Leiber och Stoller) / "Bossa Nova" som krediterades "Tippie and Clovers". Också släppt 1962 på Stenton Records var "Please Mr Sun" / "Gimme Gimme Gimme", krediterad "Tippie and Clovermen".
John Baileys grupp, som bestod av Nathaniel Bouknight, Peggy Winley Mills (syster till Paul och Harold Winley) och Ann Winley (hustru till Paul Winley), spelade in för Porwin Records. I juni 1963 släppte de "One More Time" / "Stop Pretending", krediterad "The Clovers featuring Buddy Bailey". I slutet av 1963 hade Harold Lucas, John Bailey och Harold Winley reformad The Clovers. Trioen fanns för lite över ett år, med Harold Winley som lämnade gruppen efter ett uppträdande på Apollo Theatre 1 januari 1965.
John Bailey bildade en grupp och spelade in "Devil or Angel" och "Love Potion No. 9". Båda släpptes som singlar på Lana Records 1965 och krediterades "The Clovers". Lucas och Russell tog tillbaka Tippie Hubbard och Toy Walton och lade till en femte medlem, Al Fox. 1966 spelade gruppen in fyra spår som "Tippie and The Wisemen" för Shrine Records. Samma år bytte "Tippie and The Wisemen" sitt namn till "The Clovers". Harold Winley startade en grupp 1968 med Bobby Adams, Johnny Taylor och Ray Loper, spelade i för Josie Records och släppte "Try My Lovin 'On You" / "Sweet Side Of A Soulful Woman" 1968 som "The Clovers".
Olika banduppställningar uppträdde och spelade in under namnet "The Clovers" i många år. 11 oktober 2013 meddelade Steve Charles (eg. Charles Stevens), medlem av The Clovers-gruppen som bildades av Harold Lucas och Harold Winley, att ett rättsligt avtal hade uppnåtts som gör det möjligt för båda parter att fortsätta att använda Clovers namn.

## Diskografi
Singlar (topp 30 på Hot R&B/Hip-Hop Songs)
- 1951 – "Don't You Know I Love You" / "Skylark" (#1)
- 1951 – "Fool, Fool, Fool" / "Needless" (#1)
- 1952 – "One Mint Julep" / "Middle Of The Night" (#2 / #3)
- 1952 – "Ting-A-Ling" / "Wonder Where My Baby's Gone" (#1 / #7)
- 1952 – "Hey, Miss Fannie" / "I Played The Fool" (#2 / #3)
- 1953 – "Crawlin'" / "Yes, It's You" (#3)
- 1953 – "Good Lovin'" / "Here Goes A Fool" (#2)
- 1953 – "Comin' On" / "The Feeling Is So Good" (#3)
- 1954 – "Lovey Dovey" / "Little Mama" (#2 / #4)
- 1954 – "Your Cash Ain't Nothin' But Trash" / "I've Got My Eyes On You" (#6 / #7)
- 1955 – "Blue Velvet" / "If You Love Me (Why Don't You Tell Me So)" (#14)
- 1955 – "Nip Sip" / "If I Could Be Loved By You" (#10)
- 1956 – "Devil Or Angel" / "Hey, Doll Baby" (#3 / #8)
- 1956 – "Love, Love, Love" / "Your Tender Lips" (#4)
- 1959 – "Love Potion No. 9" / "Stay Awhile" (#23)